# オーラ
オーラとは、生体が発散するとされる霊的な放射体、エネルギー を意味する。転じて、ある人物や物体が発する独得な、または霊的な雰囲気や、なんとなく感じる力、威圧感なども指す。なお、オーラという言葉は、「微風」「朝のさわやかな空気」を意味するギリシア語 αὔρα（）、「風」「香気」「輝き」 などを意味するラテン語の aura（）に由来する。

## 語義・用法
現代日本では、人間の存在感や風格がある様子を指して「オーラがある」と表現することがある。単に「人間の雰囲気」という意味でも使われる。
英語の aura は18世紀に使われ始めた言葉で、花などの微かな芳香、人や場所に感じられる独特の雰囲気などを表す。英語としてはやや文語的な表現である。漢字表記では「奥拉」となる。
精神医学においては、アウラ（オーラ）は、かつては癲癇や偏頭痛の発作の前ぶれの症状を表す用語として用いられた（現在では、発作の前兆とされたものは実際には前駆症状ではなく部分発作そのものであると考えられている）。後述の#精神医学におけるアウラ（オーラ）を参照。
ドイツの思想家ヴァルター・ベンヤミンは「複製技術時代の芸術作品」などの論文で、複製ではないオリジナルの芸術に人が見出す権威、崇高さを指して「アウラ」（オーラ） という言葉を用いた。
超心理学やニューエイジ・スピリチュアリティの分野では、オーラとは、宗教美術における後光や光背のように、人や物体を取り巻く微妙に輝く層であるとされる。このようなオーラの描写は、しばしばその人物が特別な力や神聖さを持つことを暗示している。全ての物体や生物がオーラを発しており、生来の超能力者または訓練によって感知できるとされ、インド神話における第三の目なども関連付けられる。人間の性格の特徴とオーラの各層の色には関連があるとする記述も見られる。人間を取り巻く思考や感情の地図として描写されることもある。
オーラは近代神智学特有の概念ではないが、日本には大正時代に近代神智学の著作を介して広まり、人体の周りにその人の資質や思想に応じて現れる様々な色と形の光であり、アストラル体の別名ともされた。オーラは神智学の影響の弱かった戦前の日本でかなり普及した神智学系の概念で、日本では気とオーラを同一視する見方もあり、儒教や近世養生論と結びつき、道徳的行為が良いオーラを通して健康を守るともいわれた。
このように、オーラ (aura) という言葉には「霊気」、花などの香気、癲癇やヒステリーの発作の前兆、人物のカリスマ性の表現など、さまざまな意味・用法がある。比較文化史家の竹下節子は、オーラは比喩的なもの、現実的な現象とされるもの、生命力をあらわすもの、聖性をあらわすものなど、きわめて多様性に富む文化的概念だと指摘している。

## 霊的な放射体、エネルギーとしてのオーラ

### オーラとは何か

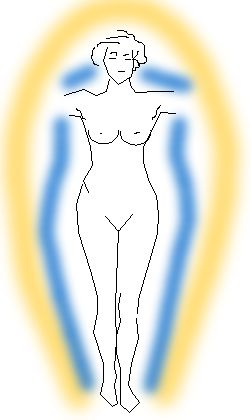
ウォルター・ジョン・キルナーの描いた健康な女性のオーラのイメージ図。使用された色は任意であり意味はない。

オーラを霊的な雰囲気や、なんとなく感じる力、威圧感ではなく、霊的な放射体、実在するエネルギーとする場合、現代では、その概念の説明は論者の拠るところにより異なる。科学、医学、宗教、超科学、疑似科学、超心理学、超自然、ニューエイジ、オカルトなどを背景に、多様な論が展開されている。
現代、オーラの実在を信じる人の多くは、オーラとは物体から発散され、それを取り囲むエネルギー場であると考えている。また、光の一種であるとも考えられているが、科学的に計測可能な光とは明らかに別物であり、光の全スペクトラムの中にオーラと呼ばれているものは含まれていない。
オーラを見ることができると主張する人々、オーラ・リーディング（オーラを読むこと）を生業とする人々の多くは、人間の周りを取り囲んでいるオーラの場合、その色や形状はその人のパーソナリティー、思考、感情などの状態を反映しているものであり、オーラを見ることで、その人の様々なコンディションを見抜くことができると考えている。
透視能力者・霊媒のテッド・アンドリューズは、「人間のオーラというのは肉体を取り巻くエネルギーフィールド」で「人間をすっぽりと包み込む立体的なもの」「健康な人の場合、オーラはからだのまわりを楕円形、あるいは卵型に包んでいる」「平均的な人で、身体のまわり2.5～3mにわたって包んでいる」と解説した。
占星術師・タロット占い師・ヒーラーのジェーン・ストラザーズは、オーラというのは人を取り巻く「気の場」だとし、それによって人の健康、気分、エネルギーレベルについて知ることができるとした。

#### 近代オカルティズムのオーラ観
オカルティズムの用語としてのオーラは、人間、動植物、あるいは無生物を取り巻いているとされる心霊的なエネルギー場 ないし放射物 を指す。オカルティズムでは、人体のオーラは微細身（みさいしん；サトルボディ）の外層を成し、肉体から2、3フィート離れたところまで広がる卵型の領域を形成しているとイメージされることが多い。オカルティストの中には聖人の頭の周りに描かれる光輪はオーラ（霊気）の顕れだと考える人もいる。オーラはエーテル体の一部だとする説もあれば、アストラル体と結びつける見方もあり、統一見解はない。インドのチャクラの概念を取り入れ、オーラはチャクラから生じるとされることもある。
オーラ視能力のある人のヴィジョンに映る人体のオーラの色や陰影は、その人の健康状態や心理状態を反映しているとされ、オーラの色を知覚できると主張する透視者は、オーラの見え方に応じて人物の特質や状態を解釈しようとする（例えば赤は怒りを示す等）。しかし、どの透視者にも同じもののオーラが同じように見えるとは限らない。
近代神智学はヘレナ・P・ブラヴァツキーに始まるが、透視能力があったというチャールズ・W・レッドビーター（1854年 - 1934年）が、自身の透視経験によるとして教義をかなり修正している。オーラの透視結果が数冊の著作にまとめられており、オーラ図などの理論も彼に始まる。神智学はオーラをいくつかの相に分類する。第一に、肉体に近く、エーテル体に密接に関連する「健康のオーラ」 (health aura)、第二に、卵形のエネルギー帯を成している「活力のオーラ」 (vital aura)、第三に、想念や感情を反映して絶えず色を変化させる「カルマのオーラ」 (karmic aura)、第四に、その人の基本的な人格を色で表わしている「性格のオーラ」 (character aura)、第五に、相当に高度な霊的達成を経た人にしか見えないとされる「霊的本質のオーラ」 (aura of spiritual nature) である。
黄金の夜明け団の理論では「感覚圏」 (sphere of sensation) という概念がオーラに相当する。感覚圏はあらゆる印象や思念を映し出す「宇宙の魔法鏡」としての役割を担っているとされる。

### オーラに関する諸見解
オーラは生体から層をなして発散される電磁粒子の層 であり、これが生命エネルギーであるとする疑似科学的な見解もある。キルリアン写真に映るコロナ放電の光や、生化学反応の副産物である微弱生体発光（バイオフォトン）をオーラだとする人もいる（前者は放電、後者は化学反応による現象であり、オーラとは異なる）。
『懐疑論者の事典』の著者ロバート・キャロルは、脳の共感覚 や癲癇（てんかん）、偏頭痛、LSDなど幻覚剤（サイケデリック・ドラッグ）の影響で感知されると述べている。他に原因として、視覚系の異常、眼精疲労、発作の前兆（後述の精神医学でいうアウラ）が挙げられる。
ロンドン大学キングスカレッジの北村紗衣は、誠実なオカルト批判を行おうとするあまり、オーラなどというものはみな妄言か捏造であると攻撃する論者がいるが、感覚のマイノリティである共感覚など、先天的な脳機能の違いで人に色や形を感じる者が実際にいる以上、オーラをすべて虚偽とする批判は妥当とは言えないであろうし、また、医者や学者が最新の科学的知見を知らずにオカルト批判を行うことは批判の有効性を低減させると指摘している。

### 近代のオーラ概念の系譜
現代的な意味での実在するエネルギーとしての「オーラ」というコンセプトは、19世紀後半の科学的言説に由来する。
科学者としてオーラの存在を最初に主張したのは19世紀ドイツのカール・フォン・ライヘンバッハといわれる。ライヘンバッハは、宇宙に存在するすべてのもの（特に星々や惑星、水晶、磁石、人間など）から発出している物質が存在すると考え、オドの力と名づけた。オドの力には重さも長さもないが、計測可能であり、観察可能な物理的効果を及ぼすことができるとした。18世紀ドイツのフランツ・アントン・メスメルが提唱したメスメリズム（後の催眠術）における動物磁気のように、磁石などを通して伝導することができ、極性があると考えた。これらは現在では疑似科学であるが、当時は科学であり、科学者やメスメリストの注目を集めて広く影響を与え、現在のオーラの概念の原型となったと考えられている。大部分の科学者からは冷笑されたが、世間的には注目され、心霊現象研究協会の研究対象になった。
この時代オーラへの言及は少なかったが、20世紀初頭には増加し、特に近代神智学の関係者が注目した。1900年代の最初の10年に一種のブームになったが、表象文化論を研究する埼玉大学基盤教育研究センター准教授の加藤有希子によると、この時期のオーラ言説は、白人と有色人種のオーラの違いを語るといった形で、植民地主義的な人種差別、女性蔑視、病気や障害を持つ人への差別の温床になっていた。
医師ジョセフ・ローデス・ブキャナンは、1852年に人間の神経系から発出している微細な流体が存在すると考えて「神経オーラ」と名付け、感受性の強い人間はそれを見ることができるとした。
近代神智学のチャールズ・W・レッドビーター（1854年 - 1934年）が、1903年にオーラという言葉を使っていないが、人体を取り巻く大気を主題にしオーラ論の先駆となった『Man Visible and Invisible』を出版、1927年の『チャクラ』でインドのチャクラの概念を独自に解釈し、各チャクラのプラーナ（オーラ）の色に虹の七色を当てはめて体系化し、オーラ言説をポスト植民地主義化・グローバル化した。インドの伝統ではチャクラの色に定まった体系はなく、虹色チャクラ説はインドの伝統とも西洋の信仰や神秘主義の文脈とも断絶している。これが近現代ヨーガやニューエイジに取り入れられ、普及した。
ライヘンバッハの影響を受け、ロンドンの開業医師ウォルター・ジョン・キルナー（1847年-1920年）は、医学的な観点からオーラの研究を行い、1911年『人間の雰囲気』 (人間の大気、とも。The Human Atmosphere) を出版した。キルナーは、オーラの広がりは磁石に影響される、電流に反応する、ウィムズハースト式誘導起電機（静電気発生装置）による帯電で完全に消えてしまう、病気や精神力の減退がオーラの大きさと色に影響を与える、死が近づくとオーラは次第に小さくなり、死体の周りではオーラはまったく見られないなどの見解を示し、診断や予後の判断へのオーラの利用の可能性を示唆した。彼の研究によると、人間のオーラは、エーテル複体 (the Etheric Double)、内オーラ (the Inner Aura)、外オーラ (the Outer Aura) の3層から成るという。また、約0.3cm離れた2枚のガラス板の間に感光染料ジシアニンのアルコール溶液を満たした「ジシアニン･スクリーン」を通して見ると、オーラを見ることができ、3層のオーラを識別できると主張した。これを使って可視光線外を見るための目の訓練を行えば、直接オーラを見ることもできるという。このようなキルナーの主張は科学者には受け入れられなかったが、神智学やオカルトなどに影響を与えた。キルナーは『人間の雰囲気』で、異形、てんかん、ヒステリー、生理中の女性などのオーラを診断し、本来見えないはずの概念を利用して、現在でいう非健常者を差別化するような試みを行っていた。また彼の追随者のオーラ論者オスカー・バグナルは、有色人種とヨーロッパ人種のオーラは異なり、前者はグレー、後者はブルーであるといった人種差別的な見解を述べている。加藤有希子は、キルナー、バグナル、またエドガー・ケイシーの場合も、「社会的弱者に対して優位性を示したいという、コロニアリズム特有の歪んだ欲望が見て取れる」、現代から見ると時代錯誤な言説と判定すべきであると述べている。
19世紀アメリカにおけるキリスト教の異端的新潮流であるニューソートの教師で、フリーメイソンにして神智学協会会員、ペンシルヴァニア州の弁護士で催眠学の教授であったウィリアム・ウォーカー・アトキンソン（1862年 – 1932年、インド人ヨーガ行者ラマチャラカの名でも執筆したが、アメリカ人である） は、オーラとは実在する力だとし、「念体」だとした。オーラにもいくつかタイプがあるとし、その基本形の「プラーナ オーラ」は生命の原物質でもあるとした。

#### チベット人ラマによるとされた偽書
1957年には、イギリスに亡命したチベット人ラマ、ロブサン・ランパの回想という触れ込みで『第三の眼』が出版されたが、この青年僧は秘法の伝授を受け、肉体を離れた分身が宇宙の好きなところに行くことができ（星への旅）、第三の眼が開眼しオーラを読むことで相手の本当の考えを知ることができるなどとされ、ダライ・ラマ13世に仕えたとされていた。実際ロブサン・ランパはチベット人ではなく、本名シリル・ヘンリー・ホプキンズというイギリス人で、この本は偽書であったが、当初は実録として出版され、疑いがもたれてからも売れ続け大ベストセラーになった。多くの西洋人にとって新たな聖典となり、「ランパ友の会」が作られ、星への旅やオーラを読むことが試みられた。

### オーラと治療
ニューエイジでは、通常医療以外の様々な治療法が流行したが、その中にオーラの概念を用いた療法もある。ニューエイジ・ヒーリングの一つであるオーラ・セラピーでは、人間のオーラを読み取り操作することで、病気を診断・処方する。オーラ・セラピストは、オーラとは身体を包むエネルギー・フィールド（生命エネルギーの層）であり、肉体に病気が現れる前に、オーラにその徴候や病気そのものが示されると考えている。ジェームズ・ランディは、オーラ・セラピーで最も人気があるのは、セラピューティック・タッチ（治療的接触、手かざし）であると述べている。
セラピューティック・タッチは、アメリカ神智学協会会長を務めた心霊治療家（ヒーラー）のドラ・クンツと、ニューヨーク大学看護学部教授・看護師のドロレス・クリーガーが体系化したもので、補完医療としてアメリカで広く行われている。これは手を用いて患者のヒューマン・エネルギー・フィールドを感知することができ、それを手かざしで調整して病気を治すことができるとするもので、エネルギー療法に分類されている。治療効果は科学的に証明されておらず、エビデンスに基づく医療ではないが、看護師によって病院で行われることもある。ヒューマン・エネルギー・フィールドを感知できるという主張や理論、治療効果には疑念が呈されており、1996年には9歳の少女エミリー・ローザが実証実験を行い、セラピューティック・タッチを行うヒーラーが、実際にはヒューマン・エネルギー・フィールドと呼ぶオーラを感知できていないことが示され、この治療理論の根本に疑問が呈された。2012年の実験では、セラピューティック・タッチのヒーラーによるセラピーと、セラピューティック・タッチに懐疑的な医療者が形だけを真似した場合に、患者の倦怠感軽減効果に差異がないことが明らかにされた。この結果により、セラピューティック・タッチの効果がプラセボ効果である可能性が示唆された。アメリカ国立衛生研究所・補完代替医療センター（現・アメリカ国立補完統合衛生センター）ではセラピューティック・タッチを研究対象としていたが、科学の名に値しない研究に多額の予算を配分しているとしてメディアから非難が起こり、補完代替医療センターの存在意義を問う事態となった。
1980年代に、イギリスの透視能力者ヴィッキー・ウォールが、瞑想中の啓示により始めたというオーラ・ソーマ は、全体論的な魂のセラピーであり、身体と心と精神を調和させ、オーラを活性化するとされている。精油とハーブの抽出液、クリスタルと鉱物のエネルギーとの組み合わせからなるという、上下が二層に分かれた色とりどりのボトルを用いる。インドのチャクラの概念を取り入れ、7つのチャクラは虹の7色にそれぞれ共振するとし、オーラソーマはチャクラを通して作用するとしている。

### オーラと科学的アプローチ

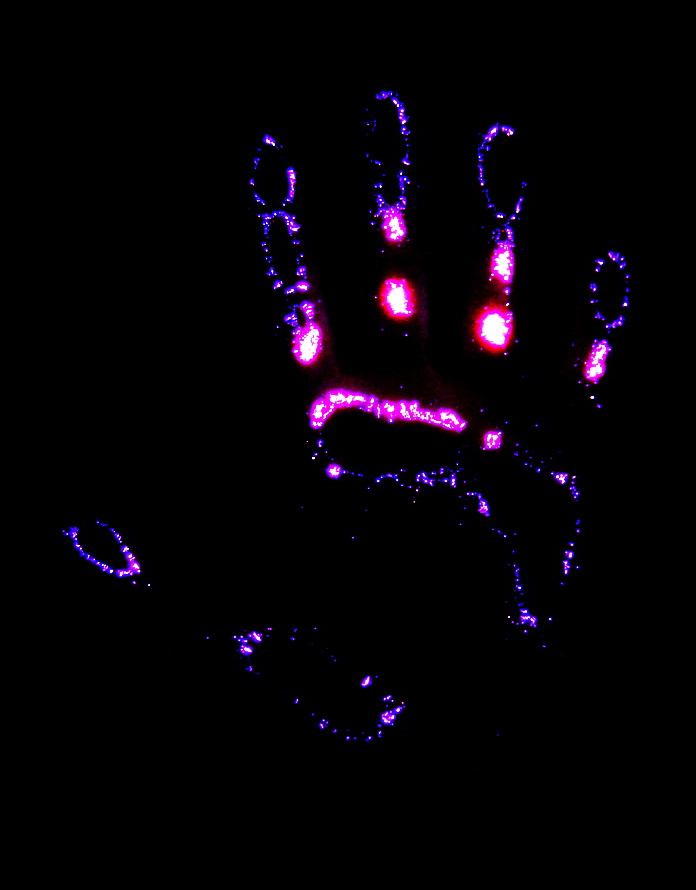
高周波電界中に置かれた水分を含む物体による放電をとらえた写真、通称キルリアン写真。発見された当初はオーラを撮影していると喧伝されていた。

科学風の用語を使うときは、オーラは「微弱な電気エネルギー」、「電磁場である」、「光のエネルギーである」などとされる。
現在のところ、こうした用語の使用方法が科学的方法にかなっているわけでもないので、これをそのまま科学だと信じてしまうと、それは疑似科学ということになる。
NASAの元物理研究員でありヒーリング・スクールの創始者であるバーバラ・ブレナンは、通常の知覚の範囲外に波動領域が存在している、というカール・プリブラムの考えが、オーラ現象を理解するには最も良いモデルであると考えている。そしてブレナンは「人間の肉体から放出される光は健康と密接に関りあっているので、信頼できる一般的な光測定機器を用いて光放出を計量する方法を見つけることが非常に重要である」と述べている。ブレナンによれば、肉体から放射されたオーラはすでに静電気や磁気、電磁気や音波などの成分として実験室で測定されつつある（→#オーラの科学史）。
南カリフォルニア大学の心臓専門医ブルー・ジョイは、オーラを読み取る能力があると告白している。ジョイやバーバラ・アン・ブレナンによれば、オーラを理解するにはホログラムの概念が有効であるという（なお、ジュラシック・パークやER緊急救命室などの原作者であるマイケル・クライトンは、ジョイのもとでオーラを視る能力を開発したと自伝で述べている）。

#### オーラの科学史
バーバラ・アン・ブレナン著『光の手(上)』『癒しの光(上)』によれば、紀元前500年のピタゴラス学派にて、オーラの概念は初めて西洋文献に記された。それによれば、全ての自然に浸透している生命エネルギーの発光体が人間の組織に影響を及ぼし、病気を癒す効果もあるという
1500年代、スイス出身の医者であり錬金術師であったパラケルススは人間の癒しをもたらす未分化の生命エネルギーを「イリアステル」と名付けた。
1800年代において、ヤン・ファン・ヘルモントとフランツ・アントン・メスメルは、肉体が離れた相手に互いに影響の及ぼすことのできる“流体”の存在を報告し、ある種の電磁界に似たフィールドが存在しているかもしれない、と示唆した。
1800年代中期には、カール・フォン・ライヘンバッハが 電磁界とよく似た特性を示す「オドの力」と呼ばれるフィールドの実験を行った。ライヘンバッハは、オドは磁極のように互いを引きつける力の特性を有しており、また、磁極もオドと関連する極性を有しているとし、オドが人間の身体に水晶の力に似た極性を生み出すことを発見したと主張した。ライヘンバッハの主張によれば、身体の生命力には磁石のような極性があり、身体の左側が負で右側が正である。
1911年、内科医ウォルター・ジョン・キルナーは人間の身体を取り巻く、3つのゾーンからなるエネルギーフィールドの研究を発表した。キルナーはこのフィールドを「オーラ」と呼んだ。キルナーは、オーラには年齢・性別・健康・精神力などによりかなりの個人差が見られるとし、それを基にした診断システムを開発した。キルナーによればオーラの状態と肉体の病気には相関関係がある。
1939年、精神分析家ヴィルヘルム・ライヒは生命エネルギーであるオルゴンの概念を提唱した。これは性エネルギーと関連があるとされ、病気治療に有効であると考えられた。ライヒはオルゴンエネルギーが空間や生物・無生物に脈動していることを確認した。ライヒはジークムント・フロイトの分析法を応用し、肉体の中のオルゴンエネルギーを自然な流れにするための物理療法を開発した。
現在ではメスメルやライヘンバッハ、キルナー、ライヒらの実験は、一般的に疑似科学とみなされている。
1939年、イェール大学のハロルド・バーが植物の種のエネルギーフィールド（オーラ）を測定した。新芽のまわりにある電場はもとの種子の形ではなく、すでに「生長後の草木のかたち」を示していた。つまり、このフィールドを測定することにより、植物がどの程度育つかが予測できるという。また、バーは蛙の卵のエネルギーフィールドを測定して、成長した蛙の神経系の位置を予測できることも発見したと主張した。そしてバーはサンショウウオの周囲に、身体と同じ形をした電場が存在し、その電場が、脳と脊髄をとおる一本の「電気的な軸」をもっていることを発見したという。
1979年、ニューヨークの骨形成外科医ロバート・ベッカーは肉体を流れる直流電流を測定し、そのパターンを表す肉体電気フィールドの地図を作製した。このフィールドは人間の生理的・心理的変化によって形態を変化させること、健康状態や病気と相関して状態を変えることが判明したとベッカーは主張した。
1970年代にドレクセル大学では、超感覚知覚能力者であるカレン・ゲスラらが参加した実験が行われ、オーラエネルギーが2ミリワットのレーザー光線を曲げたり弱めたりすることが可能であることが確認されたと発表された。この実験結果はNBCテレビで全国的に放送された。
1970～90年において、日本の超心理学者であり宗教家である本山博は、長年ヨーガを実践してきた人々から放出される低い光レベルの測定に成功したと主張した。また、本山は経絡を電気的に測定し、その結果を鍼灸の治療に利用している。
1970～90年において、カザフ大学のヴィクトール・イニューシンはコロナ放電写真を通して人体の「ツボ」の位置を示すことができたと発表した。また、オーラには自由イオンから成るバイオプラズマが含まれることなどを発見したという。
同じく1970～90年において、カリフォルニア大学ロサンゼルス校の筋運動学の名誉教授で、ダンスセラピー、運動療法への貢献で知られる研究者ヴァレリー・ハントは、生命エネルギーについて研究し、生体がひとつの電磁場であることを示した。
1980～90年代に、原子物理学者ロバート・ベックは、世界中の多くのヒーラーがヒーリング中に7.8～8ヘルツの脳波パターンを示すことを発見したと主張した。また、ヒーリング中のヒーラーの脳波の周波数と位相は、シューマン共振と呼ばれる地球の磁場の変動と同調していることを発見したと主張した。ここから、ヒーラーはヒーリングのために地球の磁場からエネルギーを取り入れていると推測できると論じている。
同じく1980～90年代に、ネヴァダ州の生体電磁気研究所の創設者兼所長ジョン・ツィマーマンは、ヒーラーが一度シューマン共振とリンクすると、脳の右半球と左半球が調和し、7.8～8ヘルツのアルファ波を出すとした。また、ツィマーマンはヒーリングで手を当てられた患者の脳波もヒーラーの脳波と同調してアルファ波を示すことを発見したと主張した。また、ツィマーマンは、ヒーラーの手から放出されるシグナルの強度や周波数が、生体組織の修復や促進を目的として開発された医療用の電磁パルス発生装置のシグナルと一致することを発見したと主張した。この発見は、気功や瞑想などの実践者を対象とした中国および日本での研究から裏付けられた。
1990年代には、A.S.Popowのバイオ・インフォメーション機構のロシアの科学者グループにより、生きた有機体が300～2000ナノメーターの周波のエネルギー振動を放出していることが確認されたという。このエネルギーは「バイオプラズマ」と呼ばれた。この発見はモスクワの医療科学学会で立証され、イギリス・オランダ・ドイツ・ポーランドでの研究で支持されているという。
中国の蘭州大学のチェン・ロンリアンは光量子装置(低光測定装置)や生体検査機を用い、人間の肉体から放出されるエネルギーを測定する実験を行った。その結果によれば気功の達人と透視能力者から発せられるエネルギーには如実に違いが見られたという。
グラナダ大学のOscar Iborraらの研究によると、オーラが視えることで他人のヒーリングができると報告する人々は、通常の人々に比べ、共感覚と呼ばれる知覚を持っている場合が多いという。

### オーラ撮影
21世紀初頭においては、ヒーリングサロンの一部でオーラ撮影と称するサービスが行われている。アメリカのInneractive Enterprises社製のオーラビデオステーション、PROGEN社製のウィンオーラなどの機材が使われている。
原理としては、人体内を流れる微弱な電気信号をセンサーにて読み取り、得られたデータを元にコンピュータグラフィックにて現在のオーラのイメージとして画面上に描画しようとするものである。これにCCDカメラなどで撮影した被写体をデジタル合成し、写真のように表示する。また、チャクラのイメージも同時に表示する機能を持つ場合もある。
CCDカメラが付属しているので誤解を招きやすいが、これは被写体をデジタル合成するために必要なものであって、存在が証明されていないオーラをCCDカメラで撮影しているのではない。出力される画像はあくまで“CGで描いたもの”である。

### オーラをモチーフに使った作品や番組
- 幻魔大戦：アニメ映画（1983年）。超能力の描写として、キャラクターの輪郭が光って煙の様にオーラが立ち昇る表現が初めて用いられ、以降アニメにおける定番の表現となっている[55]。
- 聖戦士ダンバイン：ロボットアニメ、全49話（1983 - 1984年）。
- リーンの翼：小説、全6巻（1983 - 1986年）。Webアニメ、全6話（2005 - 2006年）。
- 光戦隊マスクマン：特撮テレビドラマ（スーパー戦隊シリーズ）、全51話（1987 - 1988年）。
- サイキックアカデミー煌羅万象：マンガ、全11巻（1999 - 2003年）。アニメ、全24話（2002年）。
- HUNTER×HUNTER：マンガ、連載中（1998 - ）。アニメ、全148話（2011 - 2014年）。
- オーラの泉（2005 - 2009年）：江原啓之・美輪明宏・国分太一が出演するトーク番組。2000年代後半に始まるスピリチュアルブームの火付け役。

### ネットスラング
「オーラ」という言葉を含むネットスラングに、「オーラロード」「オーラロードは開かれた」 という言葉がある。何かを敵と思い込んで戦い、常軌を逸した言動を繰り返すような人を指して、「あっちの世界へ逝ってしまった」「遠い世界に旅立った」 といった揶揄・嘲笑の意味で使われる。主に、2ちゃんねるなどの巨大掲示板など、ネットで使われる用法である。「目覚めた」「覚醒した」 といった意味でも使われている。この言葉は、テレビアニメーション「聖戦士ダンバイン」（1983年 - 1984年）に由来する。物語の舞台は、生体エネルギー 「オーラ力（ちから）」 によって支えられた中世ヨーロッパ風の異世界（輪廻転生における魂の休息と修行の世界）である。現世から「オーラ力」の強い人間が戦士として選ばれ異世界に召喚されることがあり、この通り道が「オーラロード」である。召喚されたオーラ力の強い人間は、「聖戦士」と呼ばれる。2ちゃんねるなどで、使命感に燃えて見えない敵と戦う人間を「聖戦士」と揶揄することがあるのは、ここからの連想で、「あいつもついにオーラロードが開かれたようだ」 などと冷やかしで使うようになった。

## 精神医学におけるアウラ（オーラ）
精神医学においては、「前兆」という意味でアウラ（オーラ）という言葉が使われる。かつては癲癇（てんかん）発作の前触れをあらわす言葉として使われた。てんかんにおいて外からわからず、患者が体験する主観的な発作で、現在では脳の一部に局在するてんかん発作そのものと考えられている。キラキラする光が見える、頭痛やめまい、不安感やパニック、自律神経の異常症状、既視感、体温の変化、異味・異臭などがある。この意味でのアウラは、関連する脳の部位によって様々なタイプがあり、アウラ（前兆）の内容は、最初に発作が起きている脳の部位を特定する手がかりになる場合があるため、診断の情報として重要である。
アウラの持続時間は数秒だが、発作にいたらずに終わる場合もある。